# رضا سليم
رضا سليم (مواليد 25 أكتوبر 1999) في الدار البيضاء هو لاعب كرة قدم مغربي، يلعب كجناح مع نادي الأهلي المصري.

## مسيرته الكروية
بدأ رضا سليم كرة القدم منذ سن مبكرة في مسقط رأسه في الدار البيضاء. يلعب مع أصدقائه في الحي قبل أن يكتشفه نادي الجيش الملكي، من خلال الأداء الجيد في الفريق الثاني للجيش الملكي، سينضم بانتظام إلى قوائم الفريق الأول.
في 24 سبتمبر 2019 ، خلال مباراة كأس المغرب بين الجيش الملكي والوداد الرياضي ، دخل المباراة بعد سبع دقائق من النهاية. عندما دخل سجل هدفين وتأهل فريقه للدور القادم من البطولة بنتيجة (1-3).
في 26 أكتوبر 2019 ، ظهر لأول مرة كلاعب أساسي في البطولة الوطنية المغربية في الديربي ضد الفتح الرباطي الذي إنتهى بنتيجة (فوز 4-2). في موسمه الأول ، شارك في مباراتين في البطولة المحترفة ومبارتين في كأس المغرب.

## الإنجازات
الجيش الملكي
- البطولة الوطنية المغربية : 2022–23
- كأس العرش : 2019–20

 الأهلي
- الدوري المصري : 2023–24، 2024–25
- كأس مصر : 2022–23
- كأس السوبر المصري : 2024
- دوري أبطال إفريقيا : 2024

#### المنتخب
المغرب
- بطولة أمم أفريقيا للمحليين : 2020

فردية
- جائزة أفضل لاعب شاب في الدوري المغربي : 2020
- جائزة أفضل لاعب في الدوري المغربي : 2023

## وصلات خارجية
- رضا سليم على موقع قاعدة بيانات كرة القدم.إي يو (الإنجليزية)
- رضا سليم على موقع ناشيونال فوتبول تيمز (الإنجليزية)
- رضا سليم على موقع Soccerway.com (الإنجليزية)
- رضا سليم على موقع عالم كرة القدم.نت (الإنجليزية)